# Министерство юстиции Португалии
Министерство юстиции Португалии несет ответственность за управление вопросами, связанными с португальской судебной системой.

## Организационная структура Министерства
- Бюро министра юстиции;
- Управление государственного секретаря и правосудия;
- Управление государственного секретаря по вопросам юстиции и судебной модернизации;
- Генеральный секретариат министерства юстиции;
- Генеральный директорат по отправлению правосудия;
- Генеральный директорат по вопросам юстиции политики;
- Главное управление тюремной службы;
- Главное управление социальной защиты населения;
- Управление по Альтернативному разрешению споров;
- Институт реестров и нотариусов;
- Институт финансового менеджмента и инфраструктуры юстиции;
- Институт информационных технологий в области юстиции;
- Национальный институт промышленной собственности
- Генеральная инспекция юридических услуг;
- Национальный институт медицинского права;
- Судебная полиция;
- Центр судебных исследований;

## История министерства
- 1821 Министерством юстиции и по делам церкви.
- 1910 Министерство юстиции и по делам религии.
- 1940 Министерство юстиции